# Naturschutzgebiet Niendorfer-Bernstorfer Binnensee
Koordinaten: 53° 38′ 45,1″ N, 10° 57′ 35,6″ O
Das Naturschutzgebiet Niendorfer-Bernstorfer Binnensee ist ein 567 Hektar umfassendes Naturschutzgebiet in Mecklenburg-Vorpommern östlich von Kittlitz (Schleswig-Holstein). Die Unterschutzstellung erfolgte am 15. Mai 1990. Das Gebiet gliedert sich von Nord nach Süd in den Dutzower See, das Waldgebiet Dohlen und den Bernstorfer Binnensee mit den Inseln Großer und Kleiner Werder. Das Schutzziel besteht im Erhalt eines störungsarmen Sees mit angrenzenden Uferbereichen und vermoorten Bruchwäldern. Das Naturschutzgebiet liegt im Biosphärenreservat Schaalsee.
Der aktuelle Gebietszustand wird als befriedigend angesehen. Nährstoffeinträge aus benachbarten landwirtschaftlichen Flächen belasten das Gewässer.
Das Naturschutzgebiet bildet zusammen mit den Naturschutzgebieten Strangen und Techin, mit dem Mündungsbereich der Schaale in den Schaalsee und den Flächen des Schaalsees die im Gebiet von Mecklenburg-Vorpommern liegen, das FFH-Gebiet Schaalsee (MV).